# Ni contigo ni sin ti
Ni contigo ni sin ti é uma telenovela mexicana produzida por Mapat de Zatarain para a Televisa e exibida pelo Canal de las Estrellas de 28 de fevereiro e 26 de agosto de 2011, substituindo Teresa e sendo substituída por Amorcito corazón.
É uma adaptação da telenovela brasileira "Te Contei?" de Cassiano Gabus Mendes, exibido em 1978 pela Rede Globo.
Foi protagonizada por Eduardo Santamarina, Laura Carmine, Alessandra Rosaldo e Erick Elias, antagonizada por Andrea Torre, Ricardo Franco e Luz María Jerez, com as atuações estelares de Sabine Moussier, María Marcela, Otto Sirgo e Ximena Herrera e com as primeiras atrizes Luz María Aguilar e Beatriz Aguirre.

## Enredo
A história principal gira em torno da "Pensión Caro", administrada pela Dona Carola de Lorenti (María Marcela), conhecida como Doña Caro, casada com o ranzinza Gelasio Lorentti (César Bono). Reina na pensão a amizade e a confiança entre os inquilinos que vivem como uma grande família mas, acima de tudo, o amor.
Leonardo Cornejo (Eduardo Santamarina), conhecido como Léo, é um homem cego que vive na pensão desde o desaparecimento de sua mãe, Clara (Beatriz Moreno). Ele namora a batalhadora Nicole Lorentti (Laura Carmine), filha de Doña Caro e Gelasio e braço-direito de Eleonor Cortázar (Sabine Moussier) numa boutique.
Contudo, Léo conhecerá e se envolverá com Isabela Rivas Olmedo (Ximena Herrera), uma recém-chegada na pensão com o codinome Isabela Reyes, que oculta seu passado e seus pais Irene Olmedo (Luz María Jerez) e Alejandro Rivas (Gastón Tuset). Magoada pela separação, 
Nicole se envolve com o playboy José Carlos Rivas (Ricardo Franco), irmão de Isabela, na tentativa de vingar-se daquela que lhe tirou o amado.
Em outro núcleo, há outra moradora da pensão: Julia Mistral (Alessandra Rosaldo), moça humilde que está tentando escapar de sua tia Felipa (Graciela Döring), que, no passado, a maltratava e explorava. Além disso, Julia está dividida entre o amor do belo Iker Rivas (Erick Elías), outro irmão de Isabela, e o carinho e gratidão do milionário Octavio Torres (Otto Sirgo), que a salvou de uma vida sofrida ao lado da tia e com quem vai se casar, enfrentando a ira do filho dele, o mimado Diego (Brandon Peniche). Porém, seu amor por Iker é mais forte e ela estará disposta a abandonar o noivo Octavio e enfrentar a noiva de Iker, a prepotente Fabiola Escalante (Andrea Torre), para viver este romance. Octavio, magoado e ressentido por perder Julia, é reconfortado pela rica e elegante Cristina Gardel Mondragón (María Fernanda García), madrinha de Diego.
Na mesma pensão há outros inquilinos como Yola Zorrila (Sachi Tamashiro), professora e apaixonada por Léo; Tobias Marcellino (Robin Vega), conhecido como Tobi, alegre menino e amigo de Léo, filho da empregada Flora (Yousi Díaz); Chuy Turrubiates (Jorge Ortín), um homem maduro e galanteador que vive cortejando Flora; e Lalo Garnica (René Mussi), jovem sonhador, sócio e amigo de Poncho Chamorro (Pepe Gámez), um mecânico bruto que namora a dondoca Laura (Marifer Galindo), mulher sofisticada que o ensina a se comportar na sociedade. Poncho vive numa casa vizinha à pensão com sua tia, a sábia Adelita (Amparo Garrido) e suas irmãs, a solteirona e prendada Salma (Sharis Cid), apaixonada secretamente pelo sofisticado Don Culebro Galindo (Juan Carlos Nava), ex-marido de Eleonor e pai de Verônica (Lili Goret), e Cony (Michelle Renaud), jovem esperta e sagaz, que vive brigando com Lalo mas é perdidamente apaixonada por ele. 
Eleonor, por sua vez, é uma mulher linda, exuberante, carismática e divertida, dona de uma boutique no centro da cidade. É ex-mulher de Don Culebro Galindo e vive um romance com o empresário Arturo Aros (Marco Muñoz), homem correto e espirituoso. Eleonor vive com sua mãe, a acolhedora Natalia (Luz María Aguilar), e sua filha, Verónica, estudante inteligente e romântica que pretende se casar com Diego, mas sofre uma decepção ao saber que ele está apaixonado pela sua própria mãe. 
A sócia de Eleonor na boutique é Laura, que hospeda em seu apartamento a madame Clara Fernández, mulher infeliz com o desaparecimento do filho, seu advogado Esteban Lieja (José Elías Moreno) e sua mãe, Doña Miranda. Os três estão empenhados em descobrir onde está o filho sumido de Clara. Ao longo da história, ela descobre que ele está vivo e se chama Léo.

## Elenco
| Ator                  | Personagem                                           |
| --------------------- | ---------------------------------------------------- |
| Eduardo Santamarina   | Leonardo "Leo" Cornejo Fernández                     |
| Laura Carmine         | Nicole Lorentti Tinoco / Nicole Lorentti de Cornejo  |
| Alessandra Rosaldo    | Julia Mistral / Julia Mistral de Rivas               |
| Erick Elias           | Iker Rivas Olmedo                                    |
| Sabine Moussier       | Eleonor Cortázar Armenta / Eleonor Cortázar de Rivas |
| Otto Sirgo            | Octavio Torres Landa                                 |
| Ximena Herrera        | Isabela Rivas Olmedo / Isabela Reyes                 |
| Andrea Torre          | Fabiola Escalante / Fabiola Escalante de Rivas       |
| César Bono            | Don Gelasio Lorentti                                 |
| María Marcela         | Doña Carola "Caro" Tinoco de Lorentti                |
| Luz María Jerez       | Irene Olmedo de Rivas                                |
| Gastón Tuset          | Alejandro Rivas                                      |
| Ricardo Franco        | José Carlos Rivas Olmedo                             |
| Sharis Cid            | Salma Rábago de Chamorro                             |
| Amparo Garrido        | Doña Adela "Adelita" Vda. de Chamorro                |
| Mauricio Mejía        | Marco Rábago                                         |
| Lili Goret            | Verónica Galindo Cortázar                            |
| Yousi Díaz            | Flora Topete                                         |
| Jorge Ortín           | Don Chuy Turrubiates                                 |
| Robin Vega            | Tobías Marcellino "Tobi" Topete                      |
| Michelle Renaud       | Concepción "Cony" Chamorro de Garnica                |
| Pepe Gámez            | Alfonso "Poncho" Chamorro                            |
| Brandon Peniche       | Diego Torres Landa                                   |
| René Mussi            | Eduardo "Lalo" Garnica                               |
| Sachi Tamashiro       | Yolanda "Yola" Zorrila                               |
| Luis Gatica           | Bosco Rosado                                         |
| Marifer Galindo       | Laura                                                |
| Maité Valverde        | Mary                                                 |
| Graciela Döring       | Doña Felipa                                          |
| Iliana de la Garza    | Refugio "Cuca"                                       |
| Hanny Sáenz           | Srta. Finolis                                        |
| María Fernanda García | Cristina Gardel Mondragón                            |
| Juan Antonio Edwards  | Dr. Juan Belmonte                                    |
| Fabián Lavalle        | Agustín                                              |
| Juan Carlos Nava      | Don Culebro Galindo                                  |
| Claudia Silva         | Gina                                                 |
| Luz María Aguilar     | Doña Natalia Armenta de Cortázar                     |
| Marco Muñoz           | Arturo Aros                                          |
| Beatriz Aguirre       | Doña Miranda de la Reguera de Fernández              |
| Kelchie Arizmendi     | Tania                                                |
| Beatriz Moreno        | Clara Fernández de la Reguera Vda. de Cornejo        |
| José Elías Moreno     | Dr. Esteban Lieja                                    |

## Audiência
Estreou com média de 15.8 pontos. Seus meses de menor audiência foram abril e maio, com médias mensais de 12.1 e 11.6, respectivamente. Sua menor audiência é de 9.4 pontos, alcançada em 10 de maio de 2011. Seu último capítulo teve média de 16.3 pontos. Finalizou com uma média geral de 13 pontos.

## Prémios e indicações
| Categoria                | Nomeado (a)     | Resultado |
| ------------------------ | --------------- | --------- |
| Melhor atriz revelação   | Laura Carmine   | Vencedora |
| Melhor atriz co-estrelar | Ximena Herrera  | Nomeada   |
| Melhor ator juvenil      | Brandon Peniche | Nomeado   |

## Versões
- Te Contei?, telenovela brasileira realizada em 1978, pela Rede Globo, original de Cassiano Gabus Mendes, dirigida por Régis Cardoso. Foi protagonizada por Luis Gustavo, Wanda Stefânia, Maria Cláudia e Susana Vieira.
- ¿Te Conté?, telenovela chilena realizada pelo Canal 13, produzida por Nene Aguirre e protagonizada por Bastián Bodenhöfer, Carolina Arregui, Claudia di Girólamo e Maricarmen Arrigorriaga.